# Föreningen för Sveriges Kulturtidskrifter
Föreningen för Sveriges kulturtidskrifter (FSK) är en svensk ideell medlemsorganisation som bildades 1995. Föreningen arbetar på olika sätt för att stärka kulturtidskrifternas position i Sverige. Man delar sedan 1996 årligen ut pris till Årets kulturtidskrift.
Föreningen är också en del av samarbetsorganisationen Nordiska kulturtidskriftsföreningen, som bildades 2004 med kulturtidskriftsutgivare i Danmark, Finland, Norge och Sverige för att nå ut till en större läsarkrets med större uppmärksamhet i det nordiska kulturella livet. Denna förening delar sedan 2009 även ut priset Årets kulturtidskrift i Norden.
FSK ger årligen ut Kulturtidskriften, en katalog över Sveriges kulturtidskrifter.